# Arrondissement de Thionville-Ouest
Ne doit pas être confondu avec Canton de Thionville-Ouest.
L’arrondissement de Thionville-Ouest est une ancienne division administrative française du département de la Moselle en région Lorraine, ayant existé de 1901 à 2014. 

## Histoire

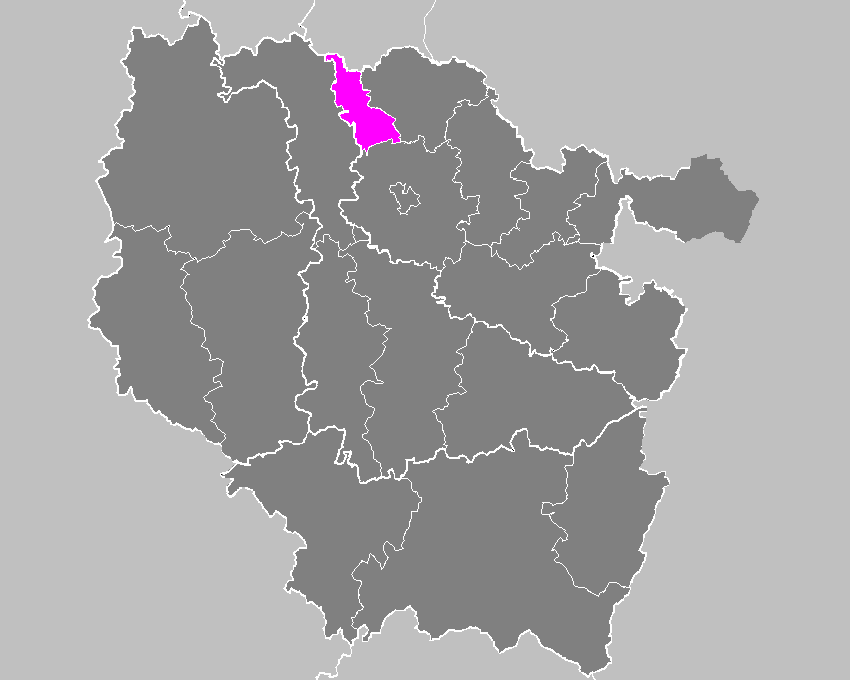
Situation de l'arrondissement dans la région Lorraine.

Supprimé le 1er janvier 2015, c'était l'un des trois seuls arrondissements (avec ceux de Metz-Campagne et Strasbourg-Campagne, disparus également) dont le chef-lieu Thionville se trouvait dans un autre arrondissement (celui de Thionville-Est).

### Sous-préfet de Thionville-Ouest
Depuis la création de l’arrondissement de Thionville-Ouest (correspondant à l’ancien arrondissement de Thionville-Ouest), à la suite de la réintégration de l’Alsace-Lorraine à la France en 1918 au lendemain de la Première Guerre mondiale, il n’y a eu qu’un seul sous-préfet nommé séparément pour cet arrondissement entre 1920 et 1922, celui-ci ayant siégé à Thionville puisque aucune nouvelle sous-préfecture n’a pu être établie dans ce nouvel arrondissement (créé initialement durant la période allemande par division de l’ancien arrondissement de Thionville).
De 1922 à 2014, le sous-préfet de Thionville-Ouest était également sous-préfet de l’arrondissement de Thionville-Est où se situe la ville de sous-préfecture Thionville. La sous-préfecture commune aux deux arrondissements actuels se situe dans les locaux de l’ancien arrondissement de Thionville-Est durant l’annexion allemande.

## Composition
L'arrondissement de Thionville-Ouest était composé en 2014 de six cantons :
- canton d'Algrange
- canton de Fameck
- canton de Florange
- canton de Fontoy
- canton de Hayange
- canton de Moyeuvre-Grande